# Acygnatha
Acygnatha é um gênero de traça pertencente à família Arctiidae.

## Espécies
- Acygnatha atrapex (Hampson, 1895)
- Acygnatha fasciata (Hampson, 1898)
- Acygnatha mesozona Hampson, 1926
- Acygnatha nigripuncta (Hampson, 1907)
- Acygnatha stigmatilis (Hampson, 1898)
- Acygnatha terminalis (Wileman, 1915)